# 无舌异羽千里光
无舌异羽千里光（学名：Senecio diversipinnus var. discoideus）为菊科千里光属下的一个变种。

## 扩展阅读
- 維基物種上的相關：无舌异羽千里光